# Baco (Oriental Mindoro)
Baco is een gemeente in de Filipijnse provincie Oriental Mindoro op het eiland Mindoro. Bij de laatste census in 2007 had de gemeente ruim 34 duizend inwoners.

## Geografie

### Bestuurlijke indeling
Baco is onderverdeeld in de volgende 27 barangays:
| - Alag - Bangkatan - Baras - Bayanan - Burbuli - Catwiran I - Catwiran II - Dulangan I - Dulangan II | - Lantuyang - Lumang Bayan - Malapad - Mangangan I - Mangangan II - Mayabig - Pambisan - Poblacion - Pulang-Tubig | - Putican-Cabulo - San Andres - San Ignacio - Santa Cruz - Santa Rosa I - Santa Rosa II - Tabon-tabon - Tagumpay - Water |

## Demografie
Baco had bij de census van 2007 een inwoneraantal van 34.127 mensen. Dit zijn 3.960 mensen (13,1%) meer dan bij de vorige census van 2000. De gemiddelde jaarlijkse groei komt daarmee uit op 1,72%, hetgeen lager is dan het landelijk jaarlijks gemiddelde over deze periode (2,04%). Vergeleken met de census van 1995 is het aantal mensen met 8.212 (31,7%) toegenomen.

De bevolkingsdichtheid van Baco was ten tijde van de laatste census, met 34.127 inwoners op 216,23 km², 157,8 mensen per km².